# هاینریش یکم، مارگراف اتریش
هنری یکم، مارگراف اتریش (آلمانی: Heinrich، درگذشته ۲۳ ژوئن ۱۰۱۸) یک مارگراف در اتریش از دودمان بابنبرگ بود.
وی که پسر لئوپولد یکم بوده از سال ۹۹۴ تا زمان مرگ یعنی ۱۰۱۸ میلادی در قدرت بوده است.